# St Dunstan-in-the-West
La chiesa di San Dunstano occidentale (in inglese: St Dunstan-in-the-West) è un luogo di culto sia anglicano sia ortodosso rumeno di Londra. La chiesa è dedicata all'arcivescovo di Canterbury Dunstano, che viene venerato come santo dalla Chiesa d'Inghilterra. Fu chiamata "in-the-West" (occidentale) per la distinguere d'un'altra chiesa chiamata St Dunstan-in-the-East (San Dunstano orientale) che è in rovine dopo essere stata gravemente danneggiata dai bombardamenti della seconda guerra mondiale.

## Storia
La chiesa può vantare origini molto antiche: essa, infatti, fu fondata fra il 988 e il 1070 d.C. da San Dunstano stesso. Dopo due secoli di degrado, la parrocchia tornò a vivere quando, nel XV secolo, la chiesa fu affidata alla "Worshipful Company of Cordwainers" (Congregazione dei Calzolai). La nuova chiesa (quella originale, seppur non danneggiata dal Grande incendio di Londra del 1666, fu demolita agli inizi del Settecento) fu progettata da John Shaw il Vecchio al quale successe, dopo la sua morte, il figlio John Shaw il Giovane. Tuttavia, durante il Blitz di Londra, la chiesa fu semidistrutta dai Tedeschi, ma subito restaurata già nel 1950.

## Descrizione

### Architettura

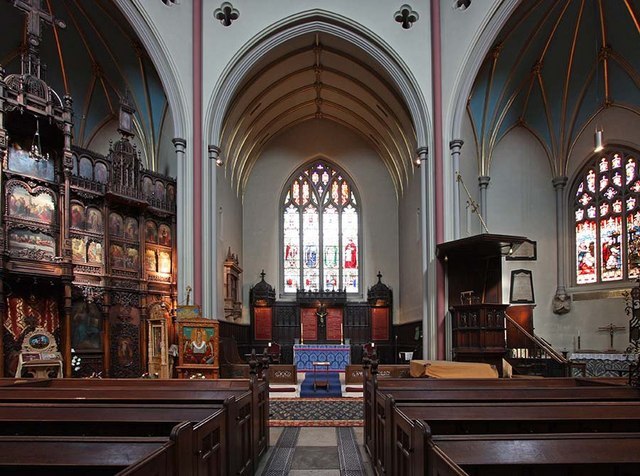
Interno

La chiesa è priva di una facciata vera e propria e si affaccia sulla centrale Fleet Street con la torre campanaria. Quest'ultima è a pianta quadrata e presenta un doppio ordine di finestre gotiche: quello inferiore con una trifora per ogni lato; quello superiore, a pianta ottagonale e affiancato da quattro guglie, con una bifora per ogni lato. Al di sotto dell'ordine inferiore di finestre, si trovano i quadranti dell'orologio, che fu il primo orologio pubblico della città avente non solo la lancetta delle ore, ma anche quella dei minuti. Alla base del campanile vi è il portale d'ingresso della chiesa, con strombatura e ghimberga. Di fianco alla torre, all'interno di un'edicola ionica, si trova l'antico orologio del 1671. Alla destra della chiesa, in posizione arretrata, si trova l'ingresso alla scuola parrocchiale, sormontato dalla statua di Elisabetta I racchiusa entro una nicchia in stile rinascimentale.
L'interno della chiesa, dalla particolare forma ottagonale, è costituito da uno spazio centrale coperto da una volta a cupola ribassata e da vari spazi laterali, uno per ogni lato del poligono centrale. Sulla parte opposta a quella della porta, si trova l'abside rettangolare coperta da volte a botte acuta ed avente un grande finestrone che sovrasta l'altar maggiore ligneo. La cappella a sinistra dell'abside, invece, è chiusa da un'iconostasi lignea: infatti la chiesa non è solo officiata secondo il culto Anglicano, ma anche, nei giorni festivi, secondo quello Ortodosso rumeno. Sul lato opposto, vi è il pulpito ligneo, mentre nella prima cappella di destra si trova il fonte battesimale in marmo con decorazioni a bassorilievo e copertura in legno.

### Organo a canne
Sulla cantoria in controfacciata, racchiuso entro un'elaborata cassa lignea, si trova l'organo a canne, costruito nel 2009 da David Wells riutilizzando il materiale di un organo del 1905.
Lo strumento, a trasmissione elettro-pneumatica, ha la consolle in cantoria con tre tastiere di 58 note ciascuna e pedaliera concavo-radiale di 30 note.
Di seguito, la disposizione fonica dell'organo:
| Prima tastiera - Choir |        |
| Stopped Diapason       | 8'     |
| Pianissimo             | 8'     |
| Nason Flute            | 4'     |
| Nazard                 | 2.2/3' |
| Harmonic Piccolo       | 2'     |
| Tierce                 | 1.3/5' |
| Corno di bassetto      | 8'     |
| Tremolo                |        |
| Tuba                   | 8'     |

| Seconda tastiera - Great |        |
| Lieblich Bourdon         | 16'    |
| Open Diapason I          | 8'     |
| Open Diapason II         | 8'     |
| Stopped Flute            | 8'     |
| Principal                | 4'     |
| Flûte Harmonique         | 4'     |
| Twelfth                  | 2.2/3' |
| Fifteenth                | 2'     |
| Sesquialtera III         | 1.3/5' |
| Posaune                  | 8'     |

| Terza tastiera - Swell |     |
| Open Diapason          | 8'  |
| Stopped Diapason       | 8'  |
| Salicional             | 8'  |
| Voix Celeste           | 8'  |
| Principal              | 4'  |
| Fifteenth              | 2'  |
| Mixture III            | 2'  |
| Contra oboe            | 16' |
| Trumpet                | 8'  |
| Clarion                | 4'  |
| Tremolo                |     |

| Pedal            |     |
| Subbass          | 32' |
| Open Bass        | 16' |
| Bourdon          | 16' |
| Lieblich Bourdon | 16' |
| Octave           | 8'  |
| Flute            | 8'  |
| Octave flute     | 4'  |
| Trombone         | 16' |

## Galleria d'immagini

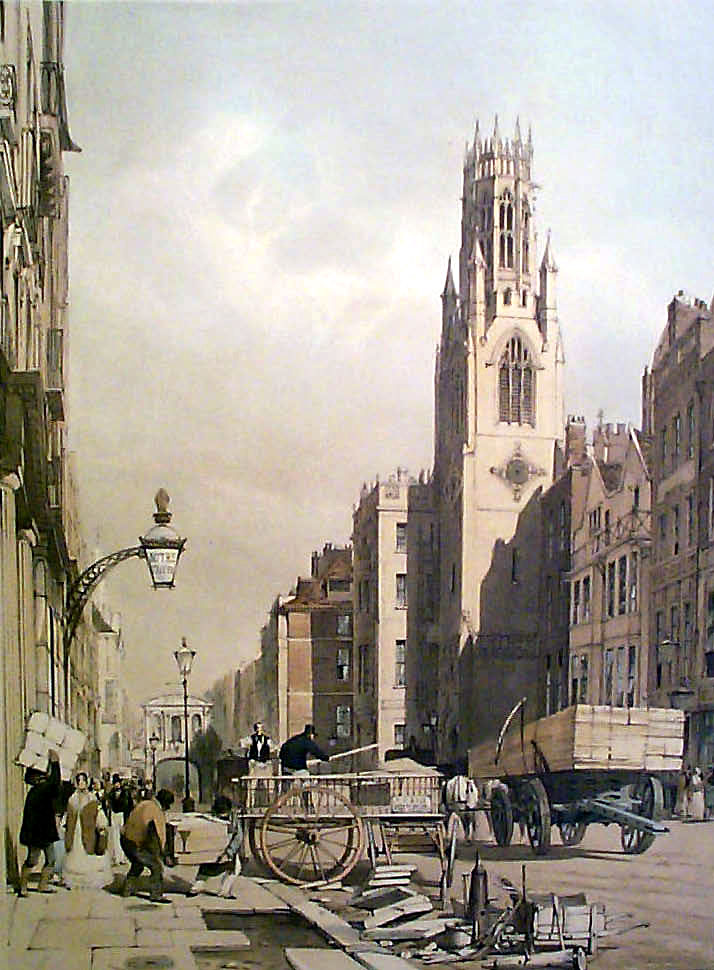
La chiesa nel 1842 in un disegno di Thomas Shotter Boys
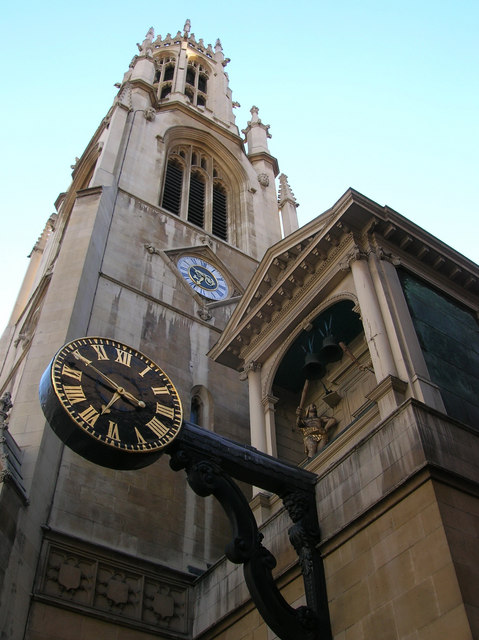
Il campanile visto dal basso
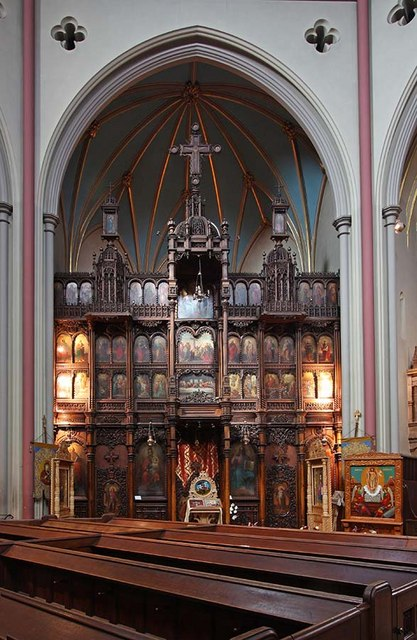
L'iconostasi
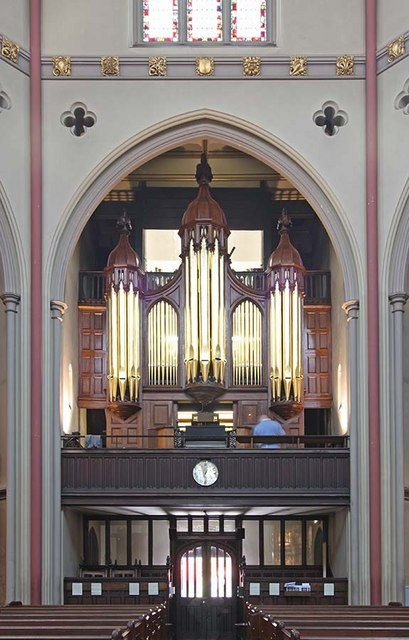
L'organo a canne